# Cheval au Burkina Faso
Le cheval au Burkina Faso répond à une tradition remontant à l'époque médiévale, forte chez les Mossis qui furent des utilisateurs de la cavalerie, et chez les Peuls, traditionnellement éleveurs. La capitale du Burkina Faso, Ouagadougou, dispose d'un hippodrome, d'écuries, et de chevaux mis au travail. Le Burkina Faso élève trois races de chevaux locales, ainsi que le Percheron. Cet animal est très présent dans la culture locale, notamment à travers la remise de l'Étalon de Yennenga au Festival panafricain du cinéma et de la télévision de Ouagadougou (FESPACO).

## Histoire

Armoiries de la Haute-Volta.

La croyance Mossi veut que les royaumes mossis ait été fondé par la princesse Yennenga, au terme d'une longue chevauchée depuis le royaume de son père, au Ghana. Elle est censée avoir vécu au milieu du XIIe siècle dans le royaume du Tenkodogo, puis rencontré un chasseur d'éléphants, dont elle eut un fils, Ouédraogo (« L'Étalon »), considéré comme l'ancêtre des Mossis. Les conquêtes de ces derniers ont été permises puis limitées par la possibilité de l'usage du cheval, le climat du pays des Gourounsi ne convenant pas à la cavalerie des Mossis. 
En 1917, la tombe de Yennenga recevait toujours des sacrifices de chevaux et de femmes au moment du décès d'un chef militaire (Naba) Mossi.
Le pays s'appelait jadis la Haute-Volta, et comptait dans ses armoiries deux chevaux cabrés, en référence probable à la légende de Yennenga. Ces armoiries ont été supprimées par Thomas Sankara à la création du Burkina Faso.

## Pratiques
Ouagadougou est l'une des rares villes africaines disposant d'un hippodrome, en l’occurrence dans le quartier d'Hamdalaye, avec une réunion de courses hebdomadaire, qui voit s'affronter des jockeys d'environ 13 ans. L'une de ces courses  permet des paris sportifs gérés par le PHB, le Pari Hippique Burkinabé.
Le chef Mossi, le Mogho Naba, effectue une sortie hebdomadaire à cheval, entouré d'une grande escorte de cavaliers et d'hommes à pied. Il est par ailleurs fréquent de voir des chevaux au travail dans les rues de Ouagadougou. 
Un célèbre dresseur de chevaux burkinabé, ancien cavalier sur l'hippodrome de Ouagadougou, Mady Dermé, dresse des chevaux comédiens et cascadeurs pour des événements officiels et des cérémonies, telles que la fête de l'Indépendance, la coupe d'Afrique de football et le Festival panafricain du cinéma et de la télévision de Ouagadougou (FESPACO).

## Élevage

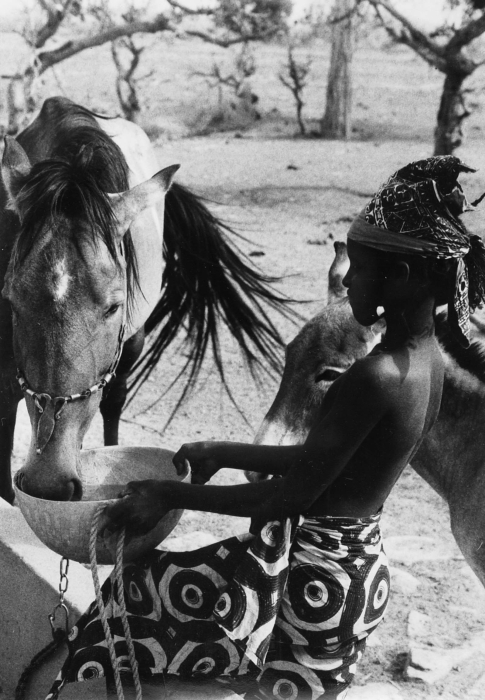
Femme Peul donnant à boire à son cheval et à son âne à un puits.

Le Burkina Faso compte quatre races de chevaux élevées sur son territoire : trois races locales que sont le Bobo, le Mossi, et le Yagha ou Liptako à l'Ouest de Niamey chez les Peuls du Yagha ; ainsi que le Percheron, une race d'origine française.
La capitale dispose d'au moins trois écuries, en 2006.

### Maladies et parasitage
Début 2019, le pays est frappé par une épidémie de gourme.

## Culture
Les Burkinabés sont parfois décrits comme les « cow-boys d'Afrique de l'Ouest ». Par ailleurs, un proverbe Peul dit que « le cheval est à la fois ton épouse, ton véhicule, ton collègue et ton meilleur ami ».
Le FESPACO remet des récompenses intitulées « Étalon de Yennenga ». Par ailleurs, Ouédraogo (« L'Étalon ») reste l'un des patronymes les plus répandus au Burkina Faso. Le percussionniste burkinabé Yé Lassina Coulibaly a intitulé l'un de ses morceaux Söté balo korimugu la (« le cheval ne se nourrit pas de coton ») pour expliquer que les cultures d'export détruisent les terrains de pâture nécessaires aux chevaux et au bétail.